# 新杭镇
新杭镇，是中华人民共和国安徽省宣城市广德市下辖的一个镇。

## 行政区划
新杭镇下辖以下地区：
路东社区、流洞社区、独山社区、砖桥社区、牛头山社区、彭村社区、百家庙村、横岗村、箭穿村、桃园村、合兴村、千口村、金鸡笼村、洪山村、徐家边村、阳湾村、青岭村、丁家村和杨邯桥村。

## 交通
- 长牛铁路：牛头山站